# Dongtingmeer
Het Dongtingmeer (Chinees: 洞庭湖, pinyin: Dòngtíng hú) is het op een na grootste zoetwatermeer in in de Volksrepubliek China, enkel het Poyangmeer is een groter zoetwatermeer. Het is gelegen in het noordoosten van de provincie Hunan in de Yangtzevlakte en heeft het grootste deel van het jaar een oppervlakte van circa 2.820 km². Evenwel, wanneer gemeten van juni tot september in het vloedseizoen, kan de oppervlakte tot 20.000 km² oplopen. Het meer wordt gevoed door onder meer de middenloop van de Yangtze die ook voor de afwatering van het meer zorgt. Naast de Yangtze, wordt het meer ook nog gevoed door de Xiang, de Zi, de Yuan en de Li, en het debiet van deze vier rivieren overstijgt zelfs dit van de aanvoer van de Yangtze zelf. Het meer is een natuurlijk overstromingsgebied van al deze rivieren, waarbij bij grote wateraanvoer de oppervlakte van het meer gevoelig kan toenemen.
De positie ten opzichte van dit meer geeft zijn naam aan twee centraal gelegen Chinese provincies. Hunan betekent letterlijk "ten zuiden van het meer", Hubei betekent "ten noorden van het meer". De stadsprefecturen Changde, Yueyang en Yiyang met samen zo'n 15 miljoen inwoners, zijn aan de zuidelijke oevers van het meer gelegen.
De verstedelijking heeft ook gemaakt dat de uitdeining van het meer bij hoogwater meer en meer wordt beperkt door indamming waarmee bijkomend woon- en industriegebied werd gecreëerd, wat tot overstromingen leidt stroomafwaarts langs de loop van de Yangtze. Overstromingen van het Dongtingmeer zelf kostten in 1998 nog 4.150 personen het leven. Maar ook de aanvoer van het water is doorheen de tijd minder gecontroleerd doordat ontbossing stroomopwaarts, zeker van een aantal beschermingsbossen op de bergwanden, geleid heeft tot snellere afwatering, en doordat ook stroomopwaarts een aantal andere overstromingsgebieden werden drooggelegd.
Aangevoerd sediment wordt door de vertraging van de stroming in het meer afgezet. Deze sedimentatie heeft vruchtbare grond naar het gebied gevoerd, in die mate dat de omgeving van het meer een van de meest productieve rijstteeltgebieden van China is geworden, wat ook tot verdere indamming heeft geleid.
Het drasland rond het meer is een van de gebieden waar een deel van de populatie van witnekkraanvogels overwintert.
Het meer speelt een rol in heel wat van de Chinese volksverhalen, waarbij onder het meer grotten zouden zijn die de woonplaats zijn van een drakenkoning en zijn dochters, zie onder meer het verhaal van Liu Yi.